# Perturbator
James Kent, alias Perturbator, est un compositeur de musique électronique / Darksynth / metal originaire de Paris. Il a auparavant été guitariste dans plusieurs groupes de black metal.

## Biographie

### Enfance et début
James Kent est né à Paris le 22 janvier 1993, fils du critique musical britannique Nick Kent, et de la journaliste musicale,  Laurence Romance. James Kent grandit dans un environnement favorable à la diversité musicale, et selon l'artiste, le fait d'être issu d'une famille de journalistes musicaux lui a donné un esprit analytique, car dès son plus jeune âge, James pouvait clairement comprendre et exprimer pourquoi il aimait ou n'aimait pas certains groupes. De ce fait, il développe un intérêt pour la musique, et Kent essaie d'écouter de nouvelles musiques qu'il pourrait aimer : « [...] en vieillissant, ma passion pour cela s’est également développée. J’étais toujours à la recherche de nouvelles musiques dont je pourrais tomber amoureux. ». Depuis son enfance, il s'intéresse au thrash et au death metal, puis il a été initié à des groupes post-punk et gothiques par sa mère, la journaliste musicale française Laurence Romance, qui l’a amené à Siouxsie And The Banshees et Bauhaus. À l'âge de huit ans, il essaie pour la première fois de jouer avec un synthétiseur Korg qu'il avait à la maison. Kent a déclaré que même s'il écrivait de très mauvaises chansons, cela lui a permis de découvrir le monde de la musique « Je n’étais plus spectateur ni auditeur, je pouvais le faire par moi-même. C’était – et c’est toujours – un sentiment très stimulant. ». À l'âge de onze ans, il reçoit une guitare sur laquelle il essaie de jouer ses morceaux préférés de Megadeth, Tool et Slayer, mais commence rapidement à s'en lasser « je me suis ennuyé de jouer les chansons des autres et j’ai commencé à me plonger plus sérieusement dans la création de mes propres sons ».
Dans sa jeunesse, il est impressionné par l’album Reign in Blood de Slayer, et plus particulièrement du morceau, Altar of Sacrifice étant, selon lui, « le morceau de musique le plus fort jamais écrit », bien que selon lui l'album South of Heaven est un album supérieur en termes de composition. C'est pourquoi, en 2008, James a commence à prendre sa carrière d'artiste au sérieux et décide de devenir musicien, après avoir maîtrisé la guitare. Après un certain temps, il débute en étant guitariste dans divers groupes de metal, réussissant à se produire en direct dans plusieurs « bars dégoûtants ». Les groupes d'adolescents dans lesquels il a joué faisaient de la musique dans différents sous-genres du metal (en passant du death metal au hardcore, voire parfois au math rock, au black metal et au djent.) selon ses propres déclarations. Toutefois les groupes dans lesquels il jouait étaient tous plus ou moins en train de s’effondrer, et James Kent n'était pas été en mesure de développer ses idées dans ces groupes. Il intègre le groupe death metal progressif I The Omniscient à l'âge de 17 ans en tant que guitariste, et peu avant sa dissolution, il enregistre un EP intitulé Lost in Nebula sorti le 9 avril 2011.

### Passage à la musique électronique
Usé par les compromis qu'induit le travail à plusieurs et fatigué de jouer en groupe, il quitte son groupe de metal et prend un virage différent en commençant son projet solo à 18 ans,.

Cette idée de faire de la musique depuis la maison est motivé par le fait que James Kent cherchait à faire les choses par lui-même sans se soucier de savoir si les gens aimaient ou non. La musique électronique semblait être alors la meilleure option à cette époque.
« La musique électronique vous permet d'être à la fois l'orchestre et son chef d'orchestre. Vous jouez de tous les instruments et vous dirigez la musique là où vous voulez qu'elle aille. C'est cette liberté qui m'a attiré au départ, et c'est toujours ce que j'aime le plus. Cela a été difficile au début, mais tout l'est ».
Selon lui, le lien entre le black metal et la musique électronique, est juste le fait que les synthétiseurs sont des instruments très atmosphériques. De plus, ce choix de la musique électronique est motivé par l'absence de dépendance avec un batteur ou un bassiste dans le processus créatif. Il commente : « Je me suis collé derrière mon ordi, et j'ai fait de l'electro. J'écoutais Danger et Justice, je me rematais des films de Carpenter, et l'agressivité de certains morceaux m'a interpellée. J'ai réalisé que le metal n'était pas la seule musique qui pouvait te donner envie de remuer sauvagement la tête » .
Ainsi, le 7 octobre 2011, James Kent ayant alors 18 ans, décide de créer Perturbator avec comme concept  « plutôt débile et juvénile » de faire de « fausses bandes sonores pour de faux films d'exploitation rétro ». Concernant l'origine de son nom d'artiste, James Kent confie que le cliché des films d'action des années 1980 ayant des noms finissant en ''-ator'' comme Terminator ou Predator l'a fortement inspiré.

### Début de carrière
La formation de Perturbator est fortement lié au cinéma et à l'univers des années 1980. En effet, l'intéressé déclare après avoir quitté I The Omniscient avoir revisionné les films VHS qu'il regardait alors enfant, comme Blade Runner, Terminator, Total Recall ou Running Man, et avoir été influencée par les bande originale de film composée par Tangerine Dream, Goblin, John Carpenter ou encore Vangelis,. Néanmoins, il déclare que c'est le film Hobo with a Shotgun qui avec sa bande originale a servi comme un déclencheur : « À ce moment-là, j'ai réalisé que c'était ce que je voulais faire. J'ai réalisé que je voulais à nouveau faire de la musique et qu'il fallait que ce soit comme ça ».
« Je suis né au début des années 90, mais j'ai grandi en regardant des tonnes de films, en écoutant de la musique et en jouant à des jeux de cette époque. Je crois que j'ai une sorte de version fausse et déformée de ce qu'étaient les années 80. Je pense que dans mon esprit, elles me paraissent probablement plus cool qu'elles ne l'étaient en réalité. » 
Ce désir de faire des bandes originales pour des films qui n’existent pas est musicalement inspirée par la culture cyberpunk ainsi que par des films tels que Akira ou Ghost In The Shell .
Le tout début de la carrière de James Kent a été très fructueux. Selon lui, il était impatient à l'époque, il composait donc des morceaux sans penser à la publicité et la promotion, et les mettait rapidement en ligne. En mars 2012, Kent sort son premier EP Night Driving Avenger sur la plate-forme de musique Bandcamp. La même année il auto-édite un nouvel EP Terror 404 et son 1er album I Am the Night .  Sur ces albums, il sample des extraits sonores de dialogue de films tels que Network : Main basse sur la télévision sur son morceau The New Black,.  Après la sortie de I Am the Night, James est contacté par Ariel Zucker Brull, qui décide de collaborer avec lui pour dessiner des illustrations et des bandes dessinées pour accompagner les disques. 
Plus tard, Terror 404 et I Am The Night intéressent les développeurs du jeu vidéo Hotline Miami, qui invitent le musicien à en écrire la bande originale. Au départ, Kent n'était pas certain du succès du jeu. Il pensait avoir enregistré la bande originale d'un « tout petit jeu indépendant qui, à l'époque, ressemblait même à un jeu pour téléphone ». Cependant, sa participation à la bande-son a valu à Kent une renommée internationale, Hotline Miami étant devenu une icône dans le milieu vidéoludique en partie grâce à sa musique très appréciée. 

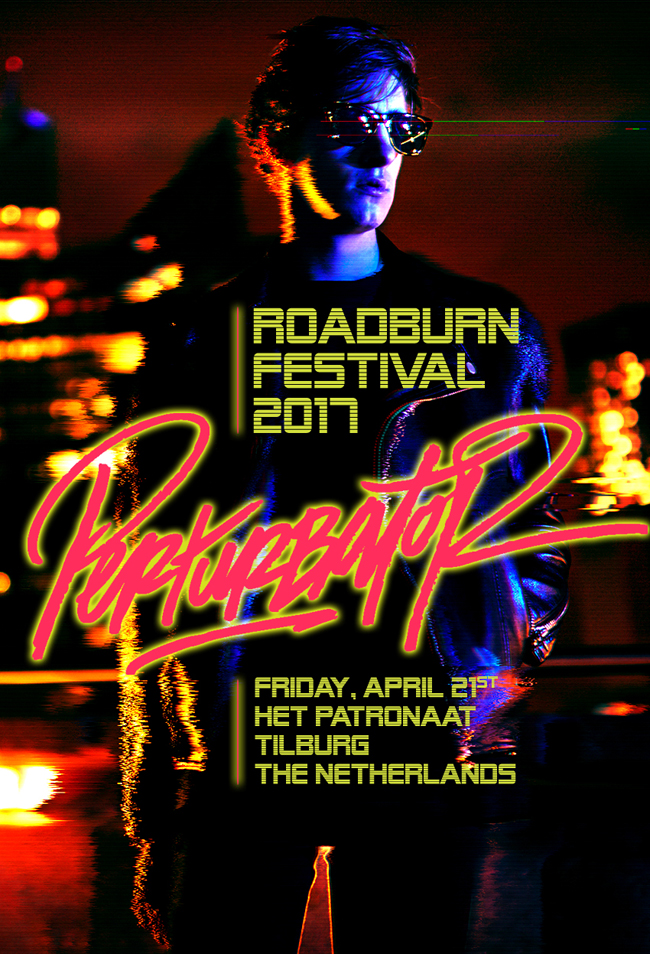
Affiche de concert de Perturbator pour son passage au Roadburn Festival en 2017.

La sortie de son EP Sexualizer en 2013 a également contribué au succès de l'artiste. La pochette de cet EP est illustré par Ariel Zucker Brull.  Nocturne City, un mini-album, sort la même année. James a déclaré dans des interviews qu'il souhaitait le rendre similaire à la bande originale du film Blade Runner. En outre, le musicien voulait faire de Nocturne City un album conceptuel, mais il a ensuite abandonné l'idée. 
Il signe, deux ans plus tard, sur le label indépendant Blood Music. 
Plusieurs de ces morceaux sont présents dans le jeu de 2012 Hotline Miami et dans sa suite de 2015 Hotline Miami 2: Wrong Number. L'EP de Perturbator, Sexualizer est sorti en partie pour publier officiellement le morceau Miami Disco et comme une manière de remercier les développeurs de Hotline Miami. Le succès des jeux Hotline Miami lui a permis d'obtenir une meilleure visibilité auprès du grand public.

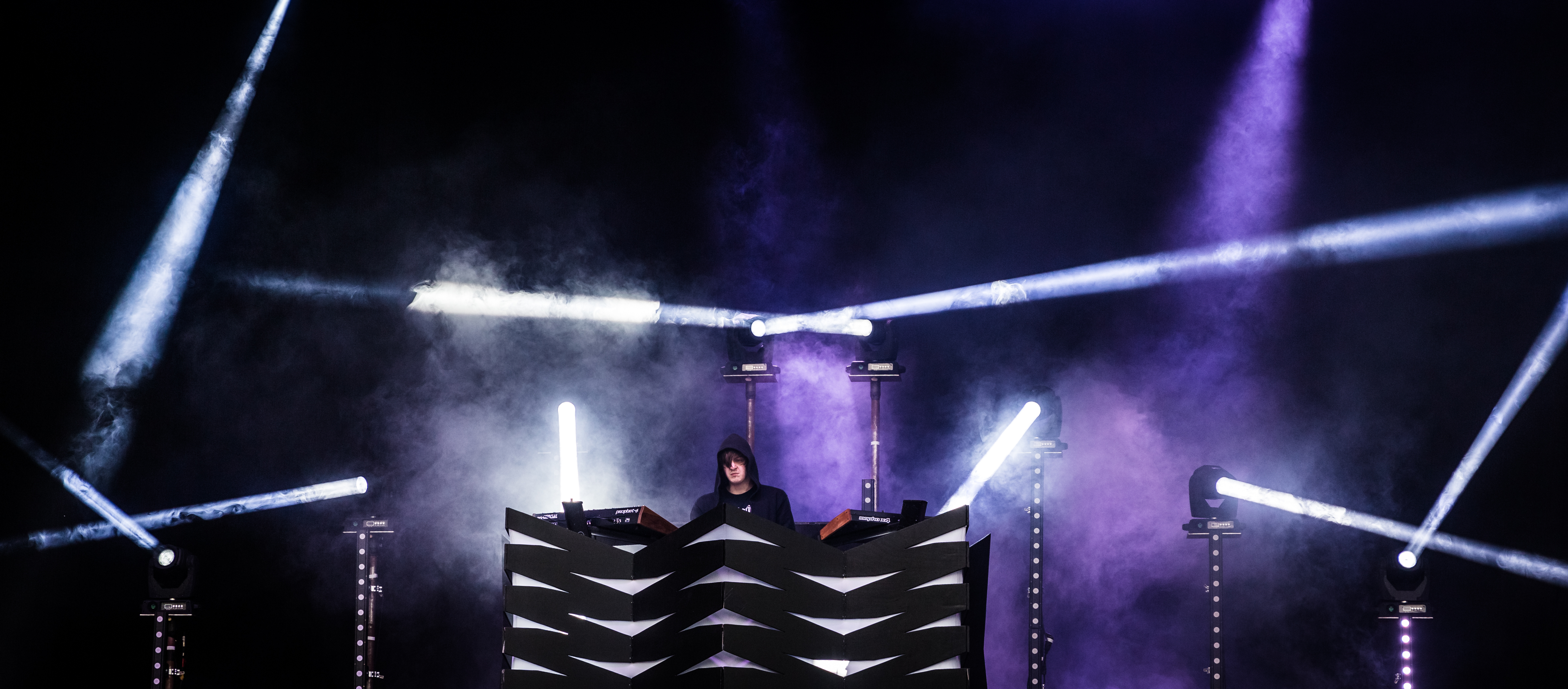
Perturbator au festival Rock am Ring en 2017.

Le 6 mai 2016, Perturbator sort son quatrième album LP The Uncanny Valley chez Blood Music. L'album reçoit des critiques majoritairement positives, avec MetalSucks et Bloody Disgusting faisant tous deux son éloge. Certaines versions de l'album incluent également un EP bonus, Kent disant que « les trois premiers morceaux complètent les thèmes abordés dans The Uncanny Valley et le morceau final (VERS/US) est une démo des sessions d'écriture de The Uncanny Valley qui convient à l'atmosphère et l'esprit de l'album mais ne s'intégrait pas bien dans le rendu final ». Bloody Disgusting a donné à l'album la note de 5/5 et a écrit que The Uncanny Valley est sûr de plaire non seulement aux fans du genre, mais aussi aux néophytes. En 2017, il part en tournée en Amérique du Nord pour la première fois, à l’occasion de la promotion de l’album.
En l'espace de cinq ans, il a su conquérir un public toujours plus nombreux, des États-Unis à l'Australie en passant par l'Europe, le Japon et la Russie, jouant quelques-uns des plus grands festivals, à la fois metal (Download Festival, Hellfest, Roadburn, Graspop…) ou plus généralistes (Sziget, MEG, Rock Am Ring…). Kent a un projet secondaire nommé L'Enfant de la forêt.

### ÈreLustful Sacramentset collaborations
En 2020, il lance un autre projet musical, Ruin Of Romantics, aux côtés de Vincent Mercier, Francis Caste et Mehdi Thepegnier.
En 2021, il publie l'album Lustful Sacraments, résultat d'un travail artistique sur quatre ans, qui s'éloigne de la dark wave pour « parler de [ses] insatisfactions, et même parfois d’addictions, le tout sous le couvert de musique dansante ».
En 2022, il sort un projet en collaboration avec Johannes Persson, chanteur du groupe Cult of Luna. Nommé Final Light, le duo réalise un album du même nom contenant six morceaux créés dans le cadre de l'édition 2019 du festival Roadburn. Avec le report du festival dû au Covid19, le duo ne dévoilera son projet en live que lors de l'édition 2022.

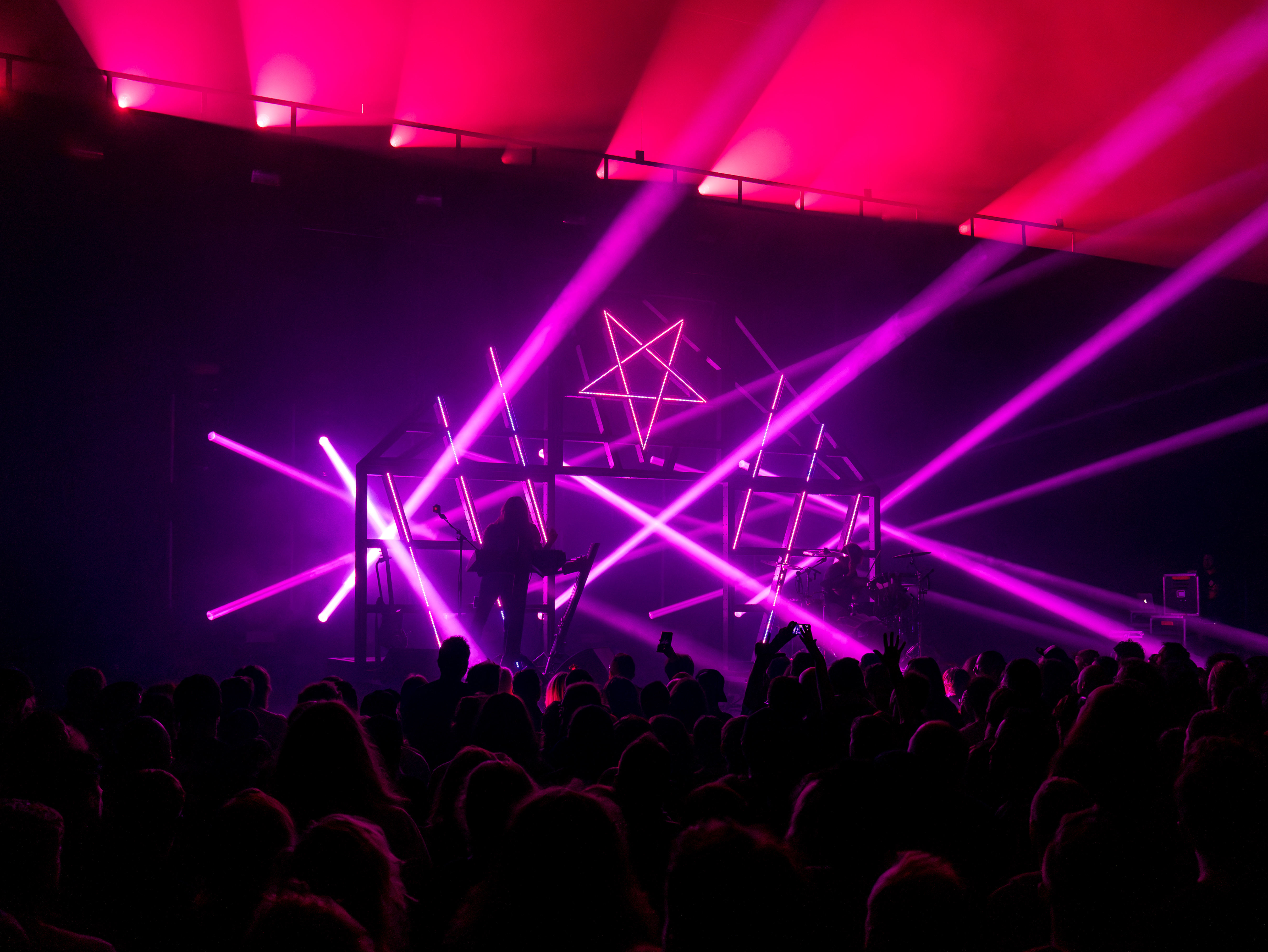
Perturbator en 2023 durant le Leather Sacraments Tour 2023

En avril 2023, Perturbator et Carpenter Brut annoncent pour la première fois une tournée commune prévu à l'automne 2023. Cette dernière intitulé Leather Sacraments Tour 2023 (en référence au dernier album de Carpenter Brut Leather Terror et au dernier album de Perturbator Lustful Sacraments), se composera de 17 dates à l'international et en France dont une prestation à l'Olympia le 30 octobre 2023. Les deux artistes de synthwave seront soutenus par la formation punk-rock américaine Ho99o9 en tant qu’invité spécial de la première partie.

### Style musical
Le style musical de Perturbator est caractérisé par une atmosphère sombre et oppressante, qui s'inspire des sonorités des années 1980 et des films de science-fiction et d'horreur de l'époque. Le style musical de Perturbator est souvent décrit comme étant un mélange de synthwave, de darkwave, de cyberpunk et de metal industriel, avec des influences notables de groupes tels que Front 242, Skinny Puppy ou Nine Inch Nails,.

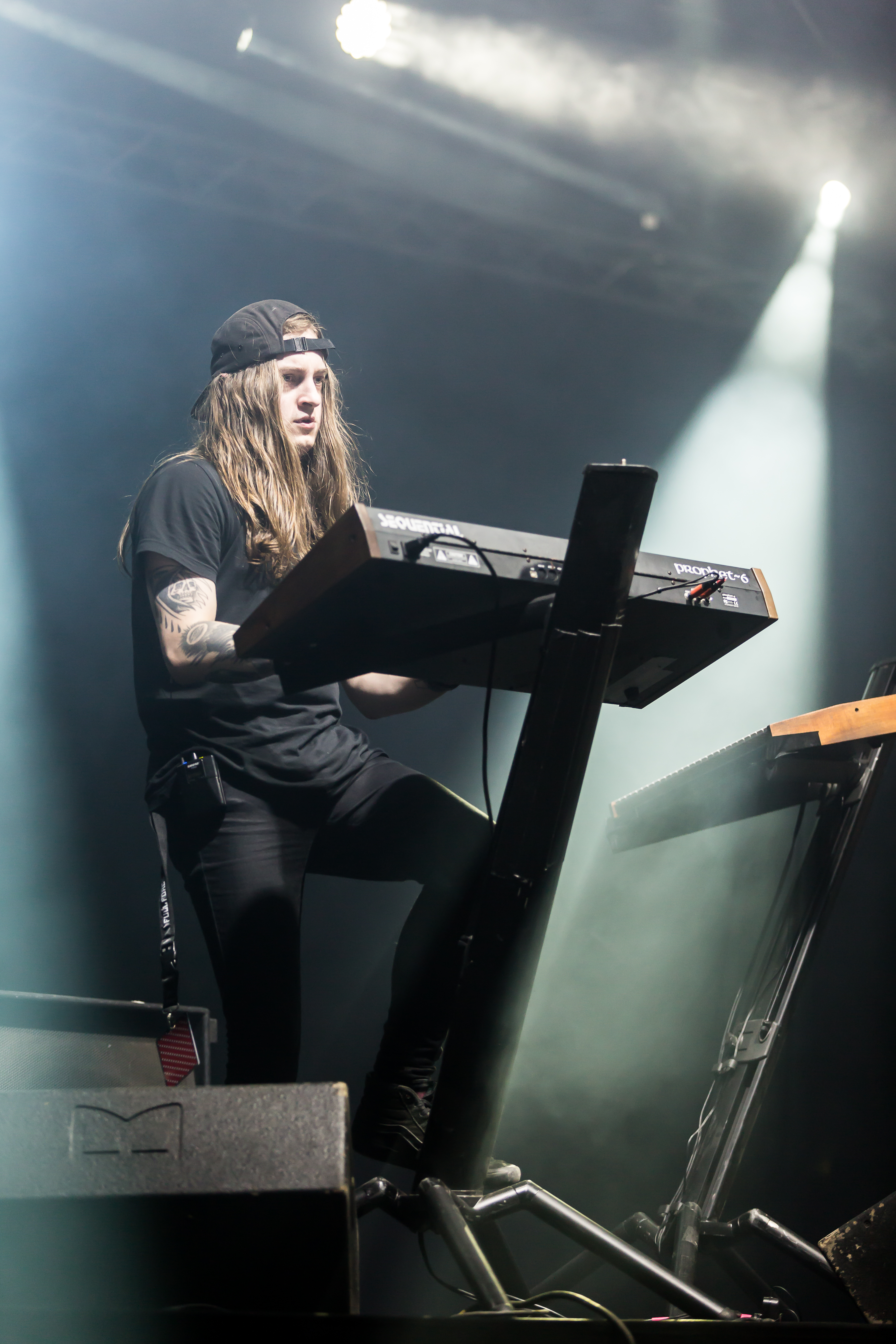
Perturbator au Full Force 2019 à Ferropolis, en Allemagne.

Les morceaux de Perturbator sont composés de synthétiseurs analogiques et numériques, de boîtes à rythmes électroniques et de guitares électriques distordues, créant un son puissant et hypnotique. Les mélodies sont souvent mélancoliques et mélodramatiques, parfois accompagnées de voix robotiques ou de samples de dialogues de films. Les morceaux de Perturbator ont souvent une structure narrative, racontant une histoire ou une ambiance particulière, qui peut évoquer des scènes de films d'horreur, de science-fiction ou de jeux vidéo,. Profondément athée, il apprécie la philosophie, l'esthétisme et la symbologie du satanisme qu'il essaie de retransmettre dans sa musique.
Il utilise différents synthétiseurs virtuels dans ses productions, comme des émulateurs de vieux synthétiseurs vintage tels que le OB-X ou le CS-80.
Ainsi les morceaux sont souvent très cinématiques, avec des textures sonores complexes. Sa musique peut être à la fois sombre et intense, avec des rythmes rapides et agressifs, ou plus atmosphérique et éthérée, avec des nappes de synthétiseur et des mélodies mélancoliques. Enfin, les morceaux de Perturbator sont souvent très rythmés, avec des influences du metal, donnant une énergie très particulière de par l'utilisation de sons de synthétiseur lourds et atmosphériques, créant une ambiance dystopique et épiques.
L'artiste reconnait lui-même que sa « musique n'est pas pour tout le monde. Elle ne parle pas particulièrement aux fans de rock metal ou de musique électronique. Je suis plutôt dans un entre-deux, une niche ». Le Monde explique que « sa musique, dansante et sombre, puise dans les codes esthétiques des années 1980, les films d'horreur, la science-fiction, et plus particulièrement les bandes originales hypnotiques de John Carpenter et celle de Blade Runner (1982), composée par Vangelis ».

## Discographie
Adaptée de AllMusic et du site officiel.

### Singles
- She Moves Like a Knife (janvier 2014)
- She is Young, She is Beautiful, She is Next (mars 2015)
- Assault (avril 2015)
- Tactical Precision Disarray (décembre 2016)
- Vantablack (août 2017)
- Excess (février 2019)
- Death of the Soul (février 2021)
- Dethroned Under A Funeral Haze (Avril 2021)
- Dangerous (feat. Kabbel) (From The “American Psycho” Comic Series Soundtrack) (décembre 2023)[70]
- Bloodlust (Inspired By The Motion Picture "Divinity") (janvier 2024)[71]
- The Art Of War (avril 2025)[72]
- Apocalypse Now (feat. Ulver) (juin 2025)

### Autres collaborations
- 2012
  - Tommy '86 & Perturbator - Night Vibes [73]
- 2013
  - Tommy '86 - Higher And Further (feat. Perturbator) [74]
  - Judge Bitch - Striker (feat. Perturbator)[75]
- 2014 : 
  - Judge Bitch - Chimera (feat. Perturbator) [76]
- 2015 :
  - Dan Terminus - The Wrath of Code (feat. Perturbator) [77]
- 2016 :
  - Tommy '86 - Citymulation (feat. Perturbator)[78]
- 2018 :
  - Judge Bitch - Horse Blood (feat. Perturbator)[79]
- 2020 :
  - HEALTH & Perturbator - BODY/PRISON [80]
- 2022 :
  - HEALTH & Perturbator - EXCESS[81]
- 2023 :
  - Verset Zero - Les Horizons Mélancoliques (feat. Perturbator)[82]

### Remixes
- 2012 :
  - Slick Moranis - Another Sleepless Night (Perturbator Remix)[83]
- 2013 : 
  - Nite Sprite - Strut (Perturbator Remix) [84]
  - Dead Astronauts - B-Side (Perturbator Remix)[85]
  - Dead Astronauts - In Disquise (Perturbator Remix)[86]
  - Dead Astronauts - Unhappy Woman (Perturbator Remix)[87]
  - Dead Astronauts - These Bones (Have Left You) (Perturbator Remix)[88]
- 2014 :
  - Dizkodeath - Orchid (Perturbator Remix)[89]
- 2015 :
  - GosT - Behemoth (Perturbator remix)[90]
  - Mega Drive - I Am The Program (Perturbator remix)[91]
  - Lueur Verte - Night Slasher II (Perturbator Remix) [92]
- 2017 :
  - Reznyck - SHOCK DOCTRINE (Perturbator Remix)[93]
- 2018 : 
  - Cult of Luna & Julie Christmas - Cygnus (Perturbator remix)[94]
- 2019 : 
  - Jean-Michel Jarre - All That You Leave Behind (movement 4) (Perturbator Remix)[95]

### Clips
| Année | Album              | Titre                                       | Réalisateur                 | Artiste invité |
| ----- | ------------------ | ------------------------------------------- | --------------------------- | -------------- |
| 2014  | Dangerous Days     | She Is Young, She Is Beautiful, She Is Next | Jarkko Kinnunen & Sami Rämä |                |
| 2016  | The Uncanny Valley | Sentient                                    | Valenberg & Blood Music     | Hayley Stewart |
| 2017  | The Uncanny Valley | Venger                                      | David Fitt & Federico Pelat | Greta Link     |
| 2021  | Lustful Sacraments | Death of the Soul                           | Metastazis                  |                |